# Otospermophilus beecheyi
Otospermophilus beecheyi är en däggdjursart som först beskrevs av Richardson 1829. Den ingår i släktet Spermophilus och familjen ekorrar. IUCN kategoriserar arten globalt som livskraftig.

## Bildgalleri

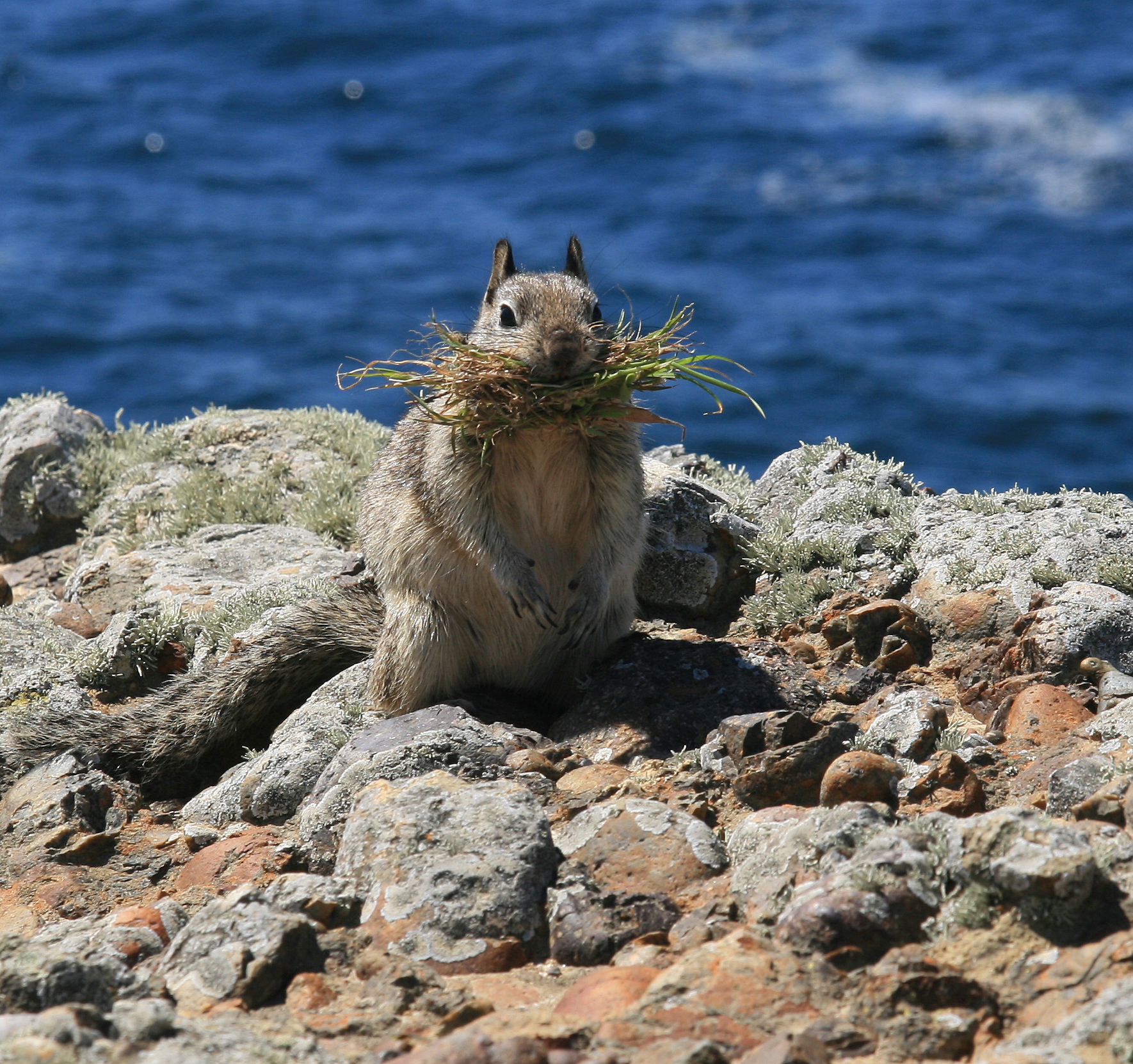
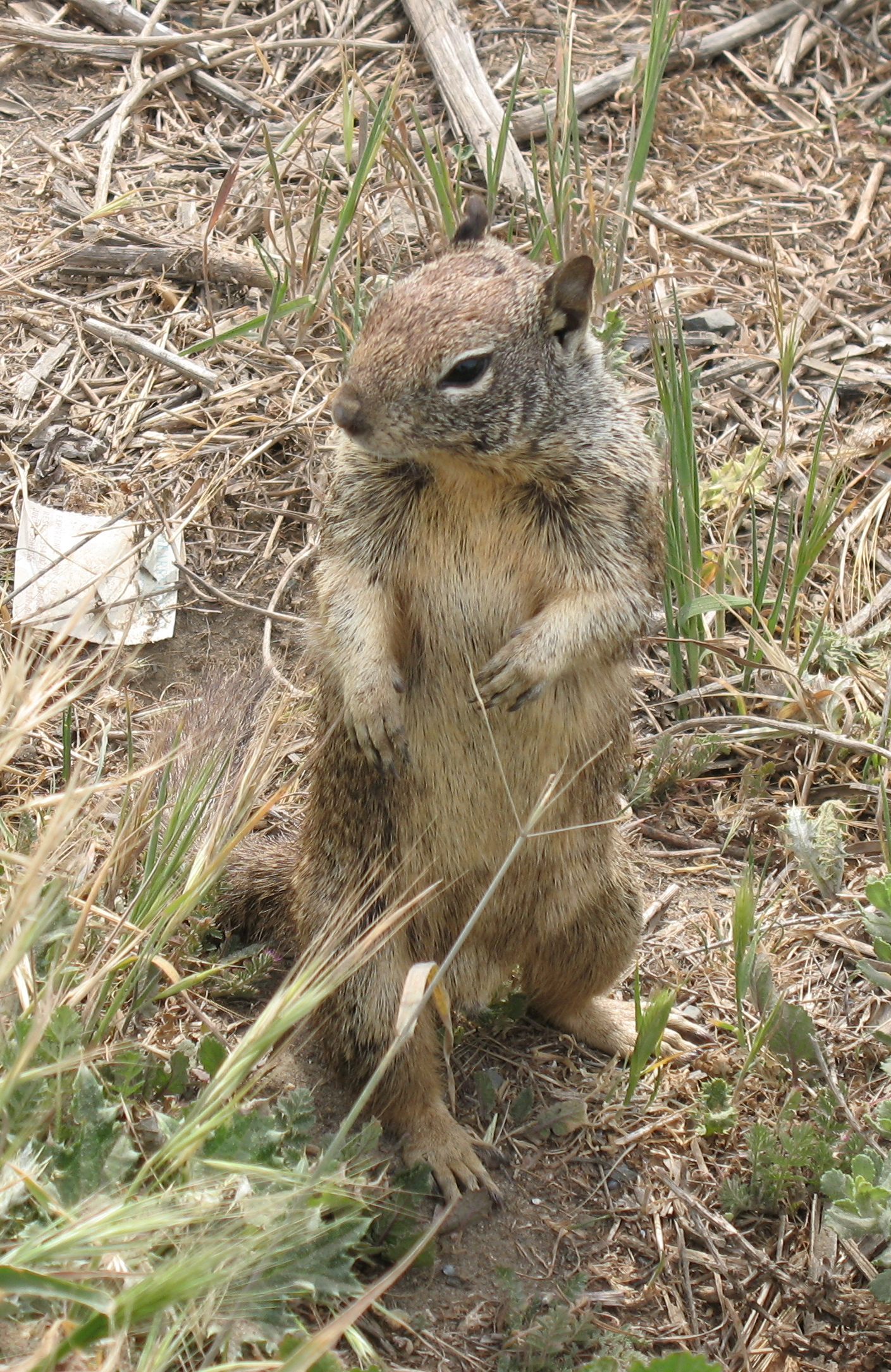
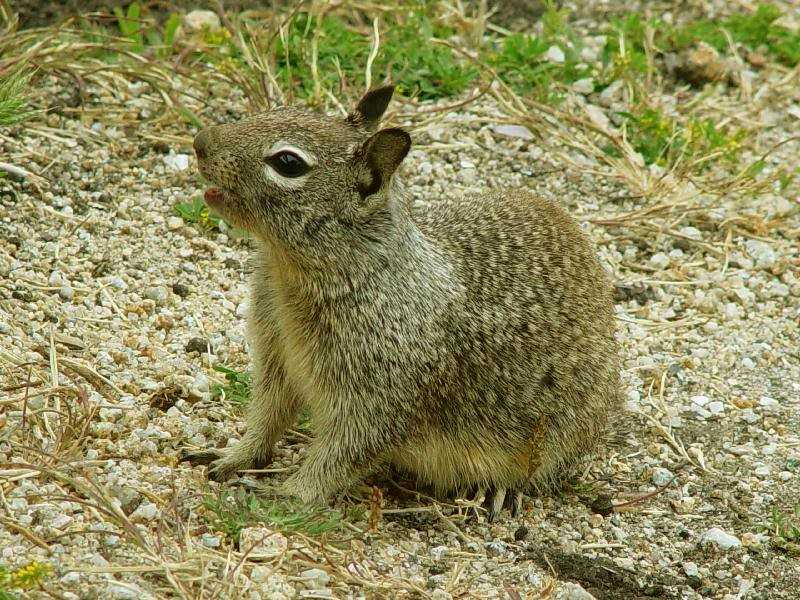
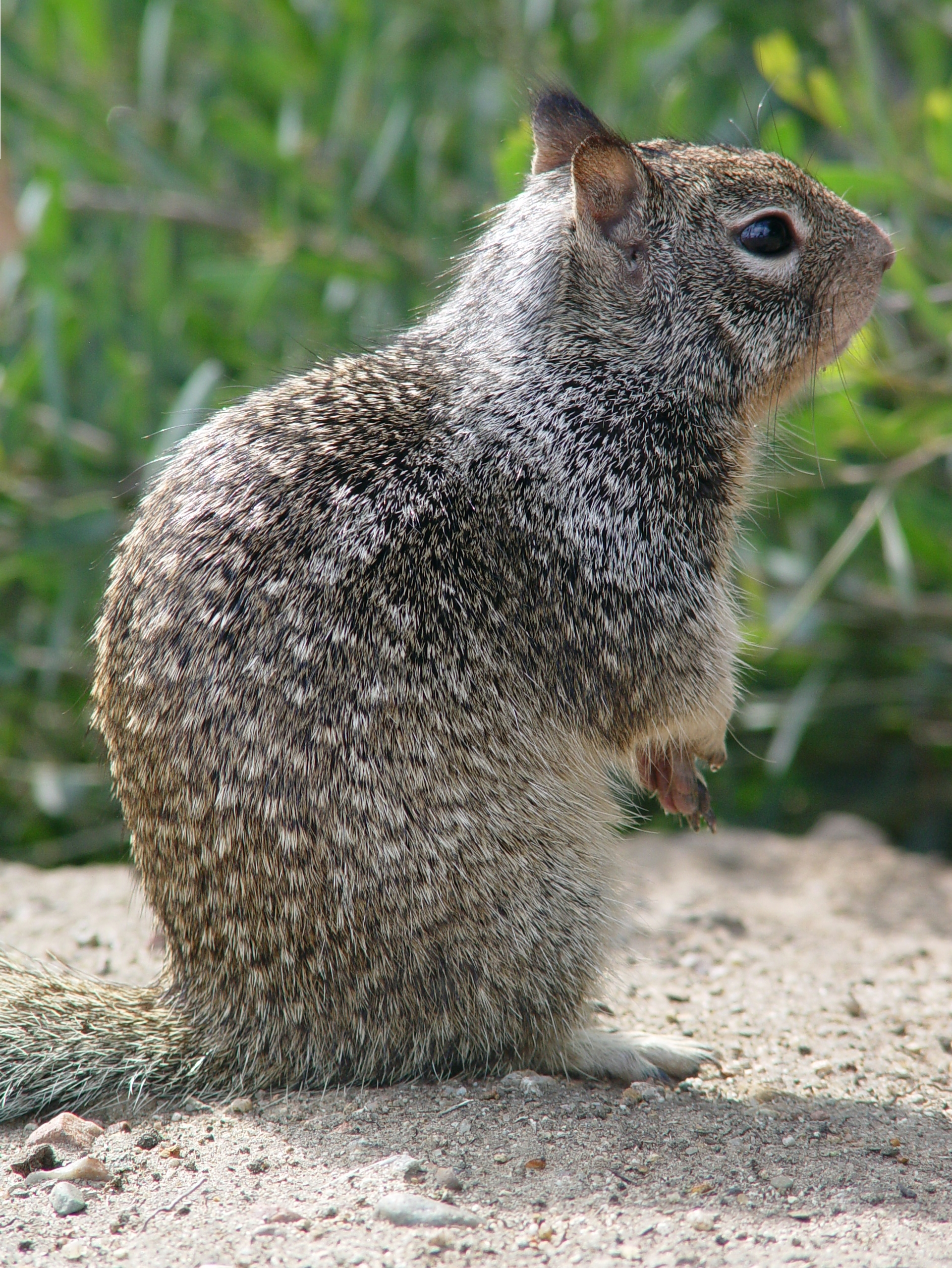
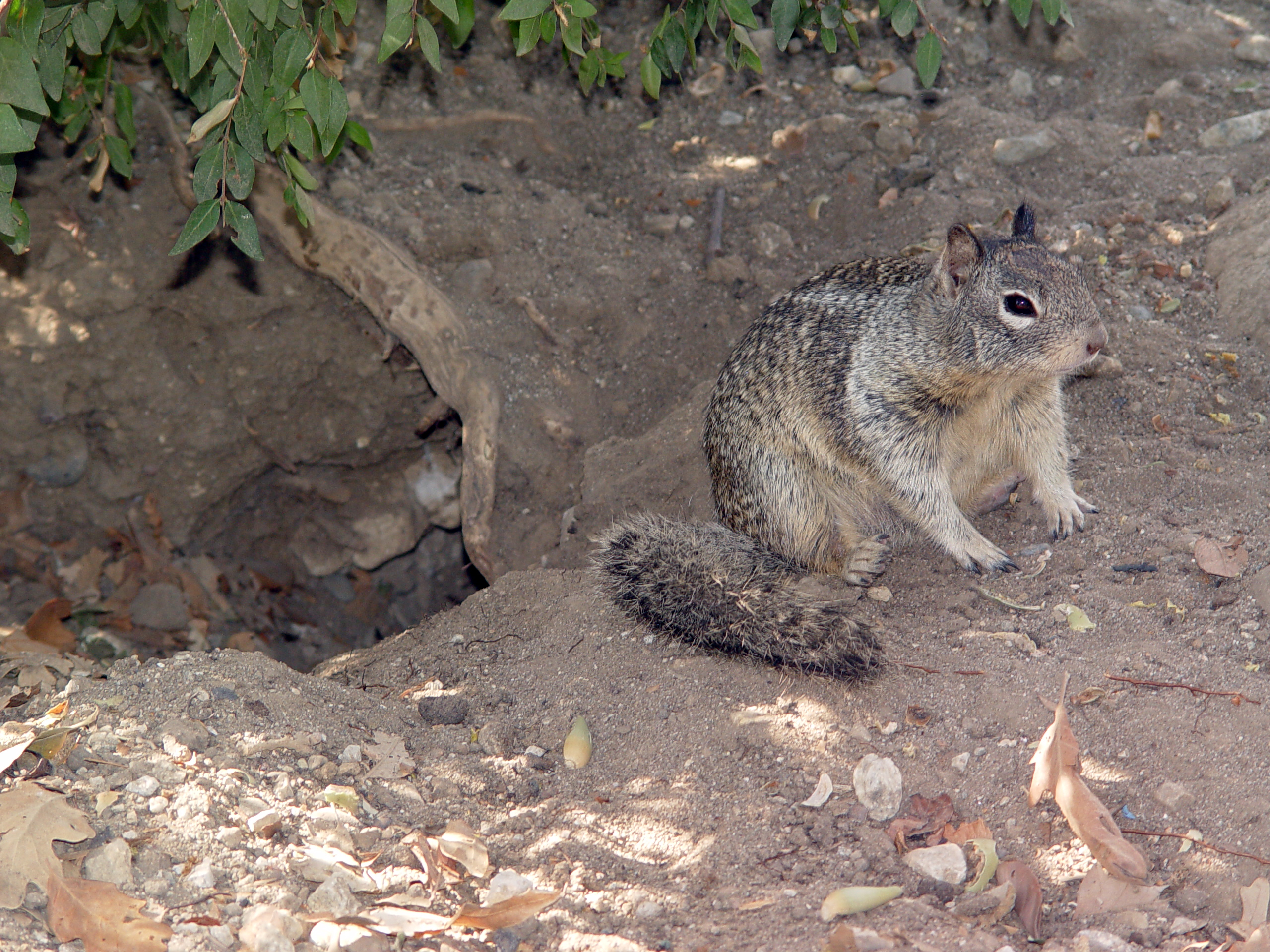
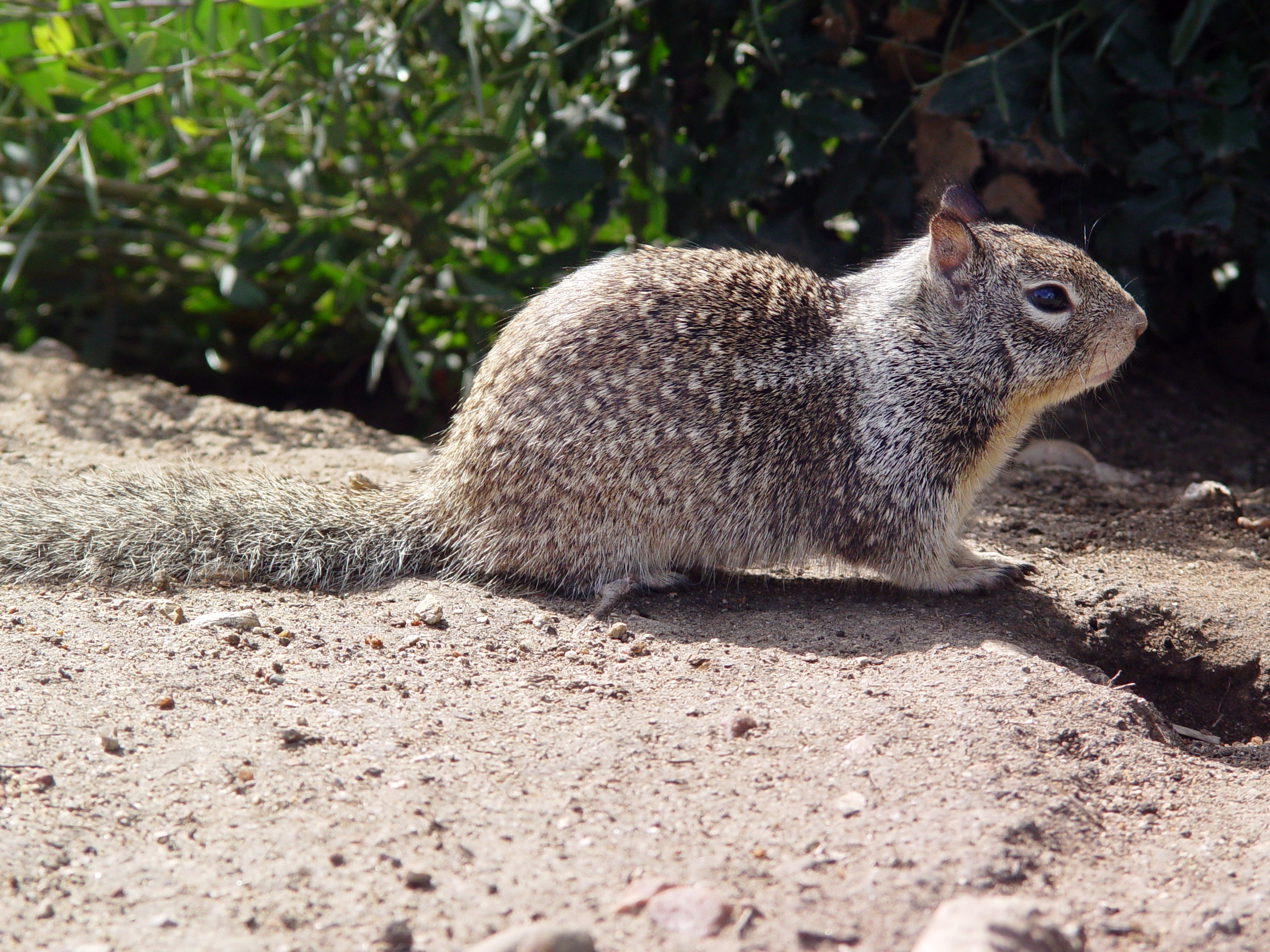

## Taxonomi
Arten har tidigare förts till släktet sislar (Spermophilus), men efter DNA-studier som visat att arterna i detta släkte var parafyletiska med avseende på präriehundar, släktet Ammospermophilus och murmeldjur, har det delats upp i flera släkten, bland annat Otospermophilus.
Catalogue of Life samt Wilson & Reeder (2005) skiljer mellan 8 underarter:
- Otospermophilus beecheyi beecheyi
- Otospermophilus beecheyi douglasii
- Otospermophilus beecheyi fisheri
- Otospermophilus beecheyi nesioticus
- Otospermophilus beecheyi nudipes
- Otospermophilus beecheyi parvulus
- Otospermophilus beecheyi rupinarum
- Otospermophilus beecheyi sierrae

## Utseende
Denna sisel når en absolut längd av 36 till 50 cm, inklusive en 14 till 23 cm lång svans. Vikten är 350 till 885 g. Arten har brungrå päls på ovansidan med många ljusa punkter medan undersidan är ljusgrå. Hos många men inte alla individer finns en ljusare man från öronen över axlarna. Oftast är den yviga svansen på ovansidan mörkare.

## Utbredning
Arten förekommer i Kalifornien, i västra Oregon och i angränsande områden av Washington och Nevada. I syd sträcker sig utbredningsområdet till Baja California (Mexiko). Habitatet utgörs av öppna landskap som gräsmarker, öknar, jordbruksmark eller vägkanter.

## Ekologi
Varje individ har sin egen jordhåla men ofta har många individer sina bon nära varandra vad som liknar en koloni. Vinterdvalans längd varierar beroende på vädret.
Otospermophilus beecheyi äter främst frön, nötter och ekollon samt en del frukter, bär, rötter och svampar.  Sällan ingår insekter och ägg i födan. Vanligen transporteras födan i kindpåsarna till boet. Arten är polygynandrisk, båda könen kan ha flera partners, och därför kan ungarna i samma kull ha olika fäder. Parningstiden börjar under våren efter vinterdvalan. Honor har bara en kull per år med 5 till 11 ungar. De föds blinda efter cirka en månad dräktighet. Ungarna öppnar sina ögon efter 5 veckor och en till tre veckor senare slutar modern med digivning. Könsmognaden infaller efter ett år. Hannar deltar inte i ungarnas uppfostran. Under goda förhållanden kan Otospermophilus beecheyi leva 6 år i naturen.